# Französische Rugby-Union-Meisterschaft 1961/62
Die Saison 1961/62 war die 63. Austragung der französischen Rugby-Union-Meisterschaft (französisch Championnat de France de rugby à XV). Sie umfasste 56 Mannschaften in der ersten Division (heutige Top 14).
Die Meisterschaft begann mit der Gruppenphase, bei der in sieben Gruppen je acht Mannschaften gegeneinander antraten. Die Erst- bis Viertplatzierten jeder Gruppe sowie die vier besten Fünftplatzierten zogen in die Finalphase ein, während die vier schlechtesten Achtplatzierten in die zweite Division absteigen mussten. Es folgten Sechzehntel-, Achtel-, Viertel- und Halbfinale. Im Endspiel, das am 27. Mai 1962 im Stadium Municipal in Toulouse stattfand, trafen die zwei Halbfinalsieger aufeinander und spielten um den Bouclier de Brennus. Dabei setzte sich die SU Agen gegen die AS Béziers durch und errang zum dritten Mal den Meistertitel.

## Gruppenphase
|    | Team            | Siege | Unent. | Ndlg. | Spiel- punkte | Diff. | Tabellen- punkte |
| -- | --------------- | ----- | ------ | ----- | ------------- | ----- | ---------------- |
| 1. | AS Béziers      | 10    | 2      | 2     | 171:59        | + 112 | 36               |
| 2. | FC Auch         | 7     | 1      | 6     | 111:89        | + 22  | 29               |
| 3. | Stade Bordelais | 6     | 3      | 5     | 87:65         | + 22  | 29               |
| 4. | USA Perpignan   | 6     | 1      | 7     | 109:85        | + 24  | 27               |
| 5. | Lyon OU         | 6     | 1      | 7     | 73:90         | − 17  | 27               |
| 6. | US Carmaux      | 5     | 2      | 7     | 72:90         | − 18  | 26               |
| 7. | USA Limoges     | 5     | 1      | 8     | 57:114        | − 57  | 25               |
| 8. | US Marmande     | 5     | 1      | 8     | 85:173        | − 88  | 25               |

|    | Team                  | Siege | Unent. | Ndlg. | Spiel- punkte | Diff. | Tabellen- punkte |
| -- | --------------------- | ----- | ------ | ----- | ------------- | ----- | ---------------- |
| 1. | US Dax                | 10    | 2      | 2     | 134:61        | + 73  | 36               |
| 2. | RC Toulon             | 7     | 2      | 5     | 148:97        | + 51  | 30               |
| 3. | US Cognac             | 7     | 1      | 6     | 106:89        | + 17  | 29               |
| 4. | Aviron Bayonnais      | 6     | 2      | 6     | 110:58        | + 52  | 28               |
| 5. | SC Angoulême          | 6     | 2      | 6     | 70:88         | − 18  | 28               |
| 6. | Paris Université Club | 5     | 1      | 8     | 61:127        | − 66  | 25               |
| 7. | TOEC                  | 5     | 0      | 9     | 112:125       | − 13  | 24               |
| 8. | US Bergerac           | 4     | 2      | 8     | 69:165        | − 96  | 24               |

|    | Team            | Siege | Unent. | Ndlg. | Spiel- punkte | Diff. | Tabellen- punkte |
| -- | --------------- | ----- | ------ | ----- | ------------- | ----- | ---------------- |
| 1. | SC Graulhet     | 10    | 1      | 3     | 166:60        | + 106 | 35               |
| 2. | US Montauban    | 8     | 3      | 3     | 83:42         | + 41  | 33               |
| 3. | FC Grenoble     | 8     | 2      | 4     | 84:63         | + 21  | 32               |
| 4. | SO Chambéry     | 6     | 3      | 5     | 67:42         | + 25  | 29               |
| 5. | AS Montferrand  | 4     | 4      | 6     | 74:77         | − 3   | 26               |
| 6. | US Romans       | 4     | 1      | 9     | 42:90         | − 48  | 23               |
| 7. | RC Chalon       | 4     | 1      | 9     | 47:117        | − 70  | 23               |
| 8. | Stade Dijonnais | 4     | 1      | 9     | 41:113        | − 72  | 23               |

|    | Team               | Siege | Unent. | Ndlg. | Spiel- punkte | Diff. | Tabellen- punkte |
| -- | ------------------ | ----- | ------ | ----- | ------------- | ----- | ---------------- |
| 1. | Cahors Rugby       | 10    | 0      | 4     | 158:69        | + 89  | 34               |
| 2. | Stade Montois      | 9     | 0      | 5     | 213:102       | + 111 | 32               |
| 3. | Stadoceste Tarbais | 8     | 0      | 6     | 178:118       | + 60  | 30               |
| 4. | Stade Aurillacois  | 7     | 1      | 6     | 82:115        | − 33  | 29               |
| 5. | CA Bègles          | 6     | 0      | 8     | 83:133        | − 50  | 26               |
| 6. | RC Narbonne        | 5     | 1      | 8     | 57:108        | − 51  | 24               |
| 7. | SC Albi            | 5     | 0      | 9     | 93:133        | − 40  | 24               |
| 8. | Stade Toulousain   | 4     | 2      | 8     | 64:150        | − 86  | 24               |

|    | Team                  | Siege | Unent. | Ndlg. | Spiel- punkte | Diff. | Tabellen- punkte |
| -- | --------------------- | ----- | ------ | ----- | ------------- | ----- | ---------------- |
| 1. | FC Lourdes            | 10    | 2      | 2     | 183:81        | + 102 | 36               |
| 2. | Racing Club de France | 8     | 3      | 3     | 138:88        | + 50  | 33               |
| 3. | CA Brive              | 7     | 4      | 3     | 116:66        | + 50  | 32               |
| 4. | SC Tulle              | 6     | 4      | 4     | 109:84        | + 25  | 30               |
| 5. | La Voulte Sportif     | 6     | 3      | 5     | 107:91        | + 16  | 29               |
| 6. | US Foix               | 6     | 1      | 7     | 73:93         | − 20  | 27               |
| 7. | CO Le Creusot         | 2     | 2      | 10    | 60:140        | − 80  | 20               |
| 8. | US Côte-Vermeille     | 0     | 3      | 11    | 39:182        | − 143 | 17               |

|    | Team            | Siege | Unent. | Ndlg. | Spiel- punkte | Diff. | Tabellen- punkte |
| -- | --------------- | ----- | ------ | ----- | ------------- | ----- | ---------------- |
| 1. | SU Agen         | 12    | 1      | 1     | 203:35        | + 168 | 39               |
| 2. | Section Paloise | 11    | 2      | 1     | 201:65        | + 136 | 38               |
| 3. | CA Lannemezan   | 6     | 2      | 6     | 79:158        | − 79  | 28               |
| 4. | CS Vienne       | 6     | 1      | 7     | 90:75         | + 15  | 27               |
| 5. | RC Vichy        | 5     | 1      | 8     | 101:93        | + 8   | 25               |
| 6. | Saint-Girons SC | 4     | 2      | 8     | 75:159        | − 84  | 24               |
| 7. | SA Saint-Sever  | 4     | 1      | 9     | 56:135        | − 79  | 23               |
| 8. | Stade Hendayais | 3     | 0      | 11    | 46:131        | − 85  | 20               |

Gruppe G
|    | Team               | Siege | Unent. | Ndlg. | Spiel- punkte | Diff. | Tabellen- punkte |
| -- | ------------------ | ----- | ------ | ----- | ------------- | ----- | ---------------- |
| 1. | Stade Rochelais    | 10    | 2      | 2     | 139:49        | + 90  | 36               |
| 2. | Castres Olympique  | 8     | 2      | 4     | 90:61         | + 29  | 32               |
| 3. | SC Mazamet         | 8     | 1      | 5     | 92:50         | + 42  | 31               |
| 4. | Biarritz Olympique | 7     | 2      | 5     | 99:86         | + 13  | 30               |
| 5. | US Tyrosse         | 8     | 0      | 6     | 72:90         | − 18  | 30               |
| 6. | CA Périgueux       | 4     | 1      | 9     | 82:110        | − 28  | 23               |
| 7. | FC Saint-Claude    | 3     | 3      | 8     | 26:99         | − 73  | 23               |
| 8. | AS Saint-Junien    | 2     | 1      | 11    | 38:94         | − 56  | 19               |

## Finalphase

### 1/16-Finale
| Datum         | Begegnung                           | Ergebnis |
| ------------- | ----------------------------------- | -------- |
| 18. März 1962 | SU Agen – CS Vienne                 | 14:3     |
| 18. März 1962 | SC Mazamet – Stadoceste Tarbais     | 12:0     |
| 18. März 1962 | Section Paloise – Stade Aurillacois | 11:5     |
| 18. März 1962 | Racing Club de France – SO Chambéry | 05:3     |
| 18. März 1962 | US Dax – USA Perpignan              | 08:0     |
| 18. März 1962 | CA Lannemezan – Castres Olympique   | 03:0     |
| 18. März 1962 | Stade Rochelais – La Voulte Sportif | 03:3     |
| 18. März 1962 | RC Toulon – US Cognac               | 06:0     |
| 18. März 1962 | AS Béziers – US Tyrosse             | 08:0     |
| 18. März 1962 | CA Brive – FC Grenoble              | 09:3     |
| 18. März 1962 | Cahors Rugby – Aviron Bayonnais     | 13:9     |
| 18. März 1962 | Biarritz Olympique – US Montauban   | 05:3     |
| 18. März 1962 | FC Lourdes – SC Angoulême           | 13:3     |
| 18. März 1962 | Stade Bordelais – FC Auch           | 03:0     |
| 18. März 1962 | SC Tulle – Stade Montois            | 06:6     |
| 18. März 1962 | SC Graulhet – RC Vichy              | 06:3     |

### Achtelfinale
| Datum         | Begegnung                               | Ergebnis |
| ------------- | --------------------------------------- | -------- |
| 1. April 1962 | SU Agen – SC Mazamet                    | 11:3     |
| 1. April 1962 | Section Paloise – Racing Club de France | 08:3     |
| 1. April 1962 | US Dax – CA Lannemezan                  | 09:3     |
| 1. April 1962 | Stade Rochelais – RC Toulon             | 03:0     |
| 1. April 1962 | AS Béziers – CA Brive                   | 15:9     |
| 1. April 1962 | Cahors Rugby – Biarritz Olympique       | 09:0     |
| 1. April 1962 | FC Lourdes – Stade Bordelais            | 16:3     |
| 1. April 1962 | SC Tulle – SC Graulhet                  | 06:0     |

### Viertelfinale
| Datum          | Begegnung                 | Ergebnis |
| -------------- | ------------------------- | -------- |
| 29. April 1962 | SU Agen – Section Paloise | 11:3     |
| 29. April 1962 | US Dax – Stade Rochelais  | 06:3     |
| 29. April 1962 | AS Béziers – Cahors Rugby | 03:0     |
| 29. April 1962 | FC Lourdes – SC Tulle     | 12:6     |

### Halbfinale
| Datum        | Begegnung               | Ergebnis |
| ------------ | ----------------------- | -------- |
| 13. Mai 1962 | AS Béziers – FC Lourdes | 6:3      |
| 13. Mai 1962 | SU Agen – US Dax        | 8:8      |

### Finale
| 27. Mai 1962 | SU Agen                                                                           | 14 : 11       | AS Béziers                                                         | Stadium Municipal, Toulouse Zuschauer: 32.705 Schiedsrichter: Raymond Gombeaud |
| 27. Mai 1962 | Versuche: Méricq (2) Matkowski (1) Erhöhungen: Sitjar (1) Straftritte: Sitjar (1) | (3:8) Bericht | Versuche: Rondi (1) Erhöhungen: Dedieu (1) Straftritte: Dedieu (2) | Stadium Municipal, Toulouse Zuschauer: 32.705 Schiedsrichter: Raymond Gombeaud |

Aufstellungen
SU Agen: Michel Arino, Georges Cavailles, Jean-Pierre Clar, Louis Echave, Henri Garcia, Jean-Claude Hiquet, Pierre Lacroix, Jean-Claude Malbet, Christian Matkowski, Serge Méricq, Guy Miquel, Jean-Pierre Razat, Claude Salesse, Michel Sitjar, Francesco Zani
AS Béziers: Jean Arnal, Michel Bernatas, Roger Bousquet, Émile Bolzan, Pierre Danos, Paul Dedieu, Gilbet Folch, Jacques Fratangelle, André Gayraud, Roger Gensane, Francis Mas, François Rondi, Jean Salas, Robert Spagnolo, Claude Vidal